# Limonium bocconei
Limonium bocconei är en triftväxtart som först beskrevs av Michele Lojacono-Pojero, och fick sitt nu gällande namn av René Verriet de Litardière. Limonium bocconei ingår i släktet rispar, och familjen triftväxter. Inga underarter finns listade i Catalogue of Life.

## Bildgalleri

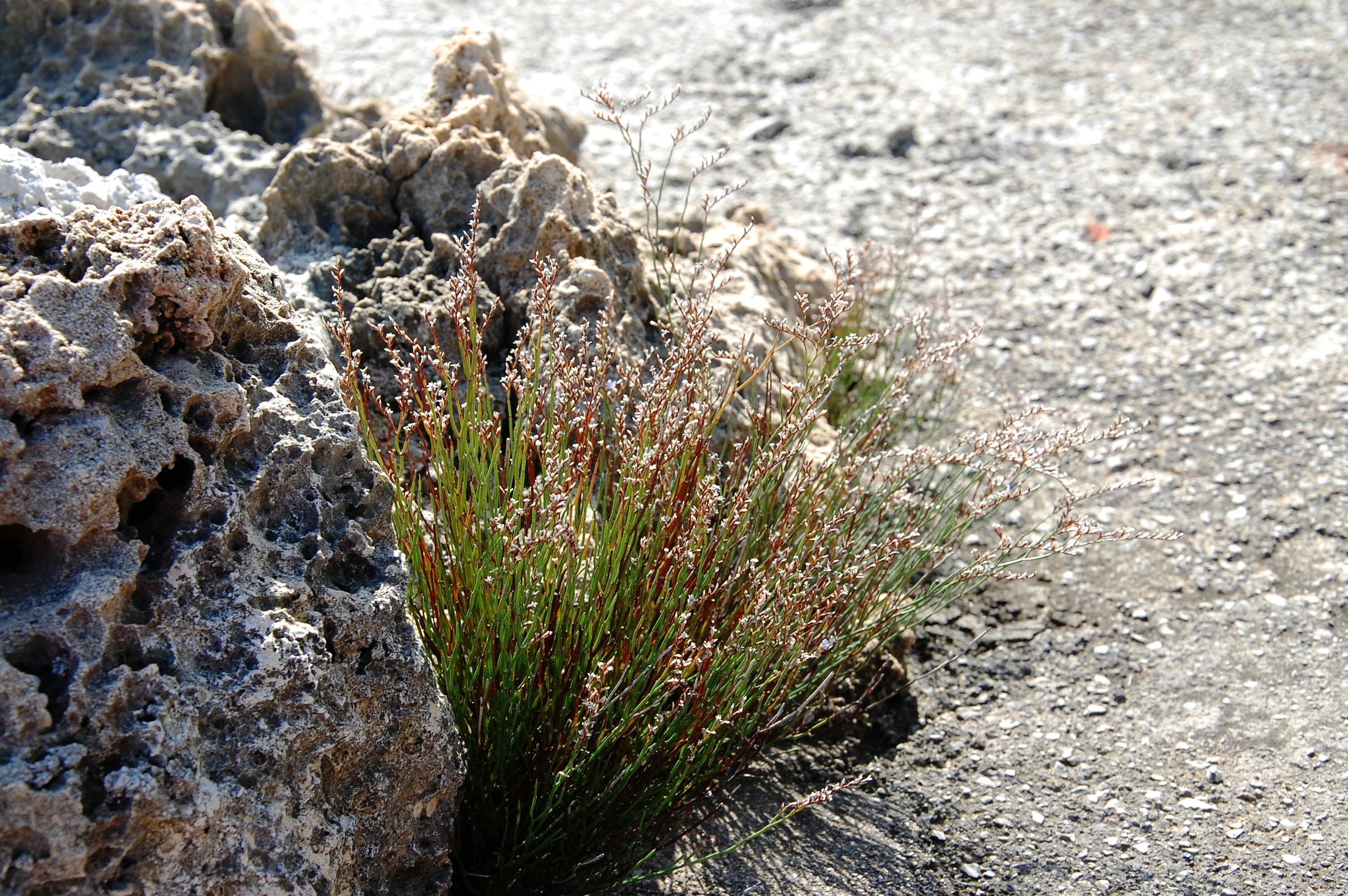
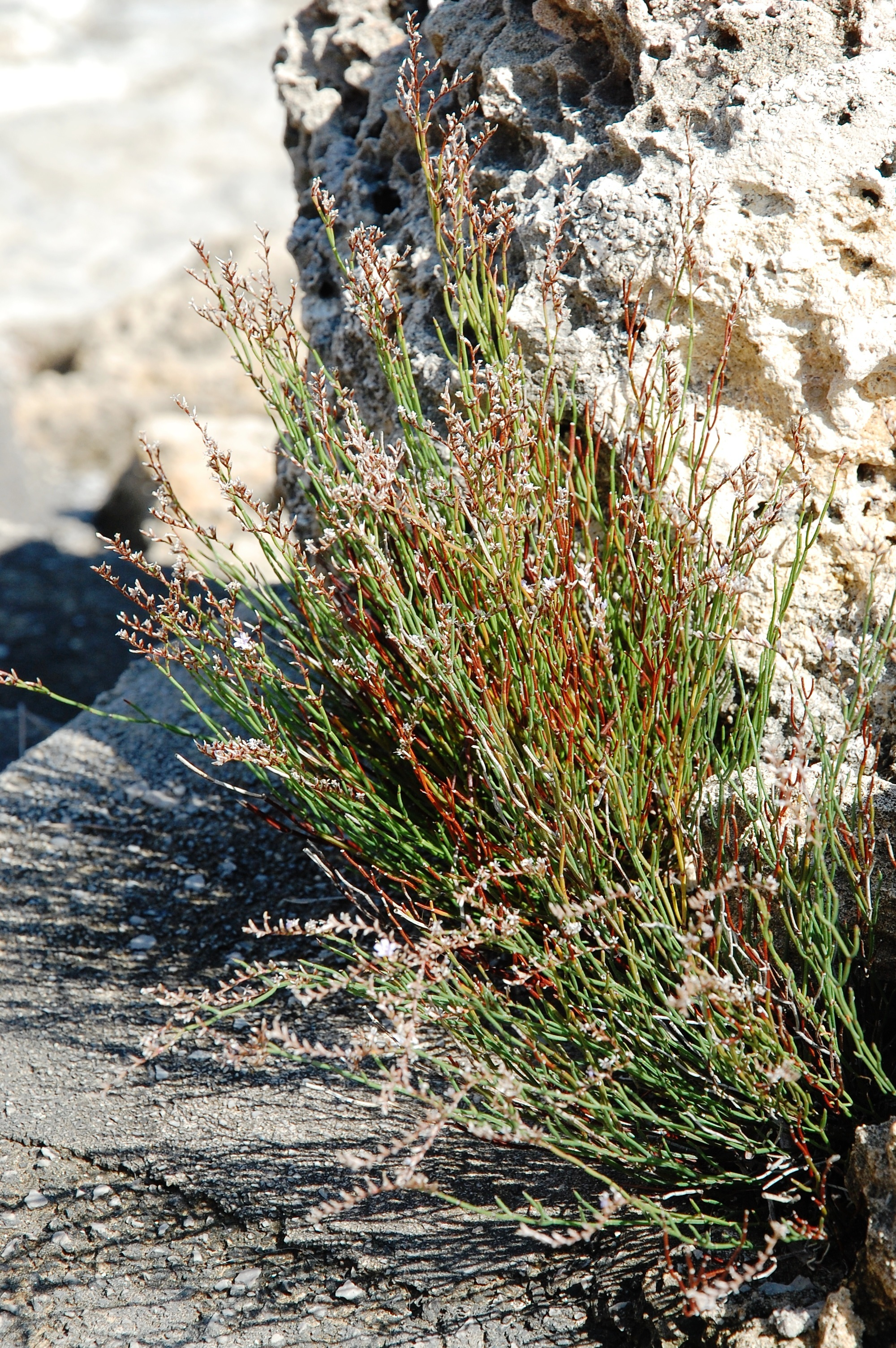
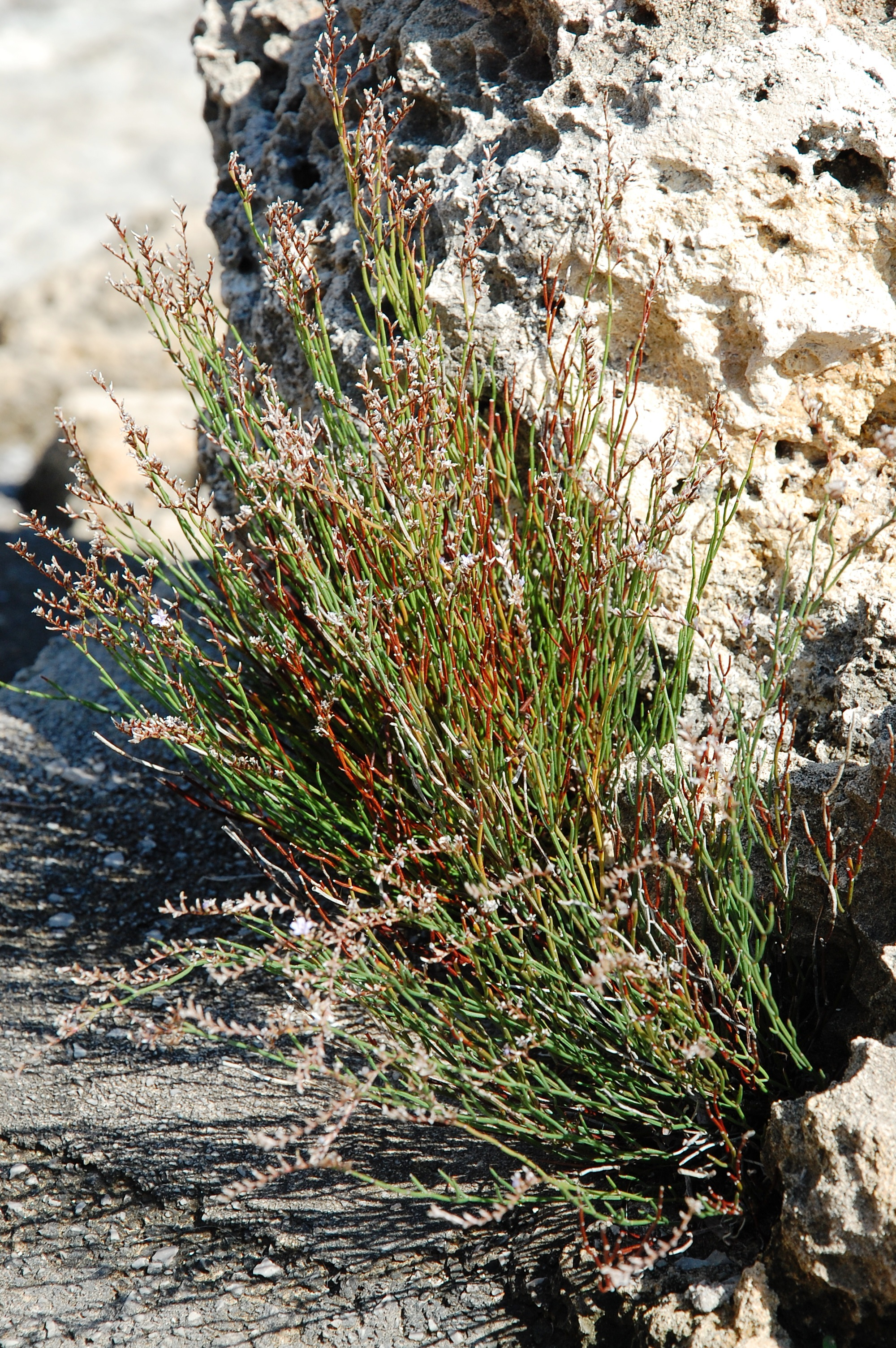